# Plethodon electromorphus
Espèce
Statut de conservation UICN

 LC  : Préoccupation mineure
Plethodon electromorphus est une espèce d'urodèles de la famille des Plethodontidae.

## Répartition
Cette espèce est endémique d'Amérique du Nord. Elle se rencontre aux États-Unis, dans le sud-est de l'Indiana, en Ohio, dans le nord du Kentucky, dans le sud-ouest de la Pennsylvanie et en Virginie-Occidentale.

## Publication originale
- Highton, 1999 : Geographic protein variation and speciation in the salamanders of the Plethodon cinereus group with the description of two new species. Herpetologica, vol. 55, no 1, p. 43-90.